# Munktorp
Munktorp is een plaats in de gemeente Köping in het landschap Västmanland en de provincie Västmanlands län in Zweden. De plaats heeft 485 inwoners (2005) en een oppervlakte van 84 hectare.

## Geboren
- Fredrik Stenman (1983), voetballer